# Neonectria viridispora
Neonectria viridispora är en svampart som beskrevs av Samuels & Brayford 2004. Neonectria viridispora ingår i släktet Neonectria och familjen Nectriaceae.   Inga underarter finns listade i Catalogue of Life.